# Asterope markii
Espèce
Asterope markii est une espèce de papillons de la famille des Nymphalidae, sous-famille des Biblidinae et genre Asterope.

## Dénomination
Asterope markii a été décrite par William Chapman Hewitson en 1857 sous le nom initial de Callithea markii.
Synonyme : Asterope hewitsoni.

### Sous-espèces
- Asterope markii markii; présent au Brésil.
- Asterope markii ackeryi Jenkins, 1987; présent au Brésil.
- Asterope markii boyi (Röber, 1924); présent au Brésil.
- Asterope markii davisii (Butler, 1877); présent au Pérou, en Équateur et au Brésil.
- Asterope markii gallardi Neukirchen, 1996; présent en Guyane.
- Asterope markii hewitsoni (Staudinger, 1886); présent en Colombie, en Équateur
- Asterope markii werneri Neukirchen, 1995; présent au Brésil et en Guyane[1].

### Nom vernaculaire
Asterope markii se nomme Dotted Glory ou Mark's Asterode en anglais

## Description
Asterope markii est un papillon d'une envergure d'environ 52 mm, au corps et aux ailes noires. Les ailes antérieures sont centées par une grande flaque orange allant de la base du bord costal à sa moitié puis rejoignant l'angle externe en laissant une bordure noire au bord interne qui s’élargit en allant vers la base. Les ailes postérieures sont noires avec une flaque bleue au centre du bord externe sur 1/3 de l'aile.

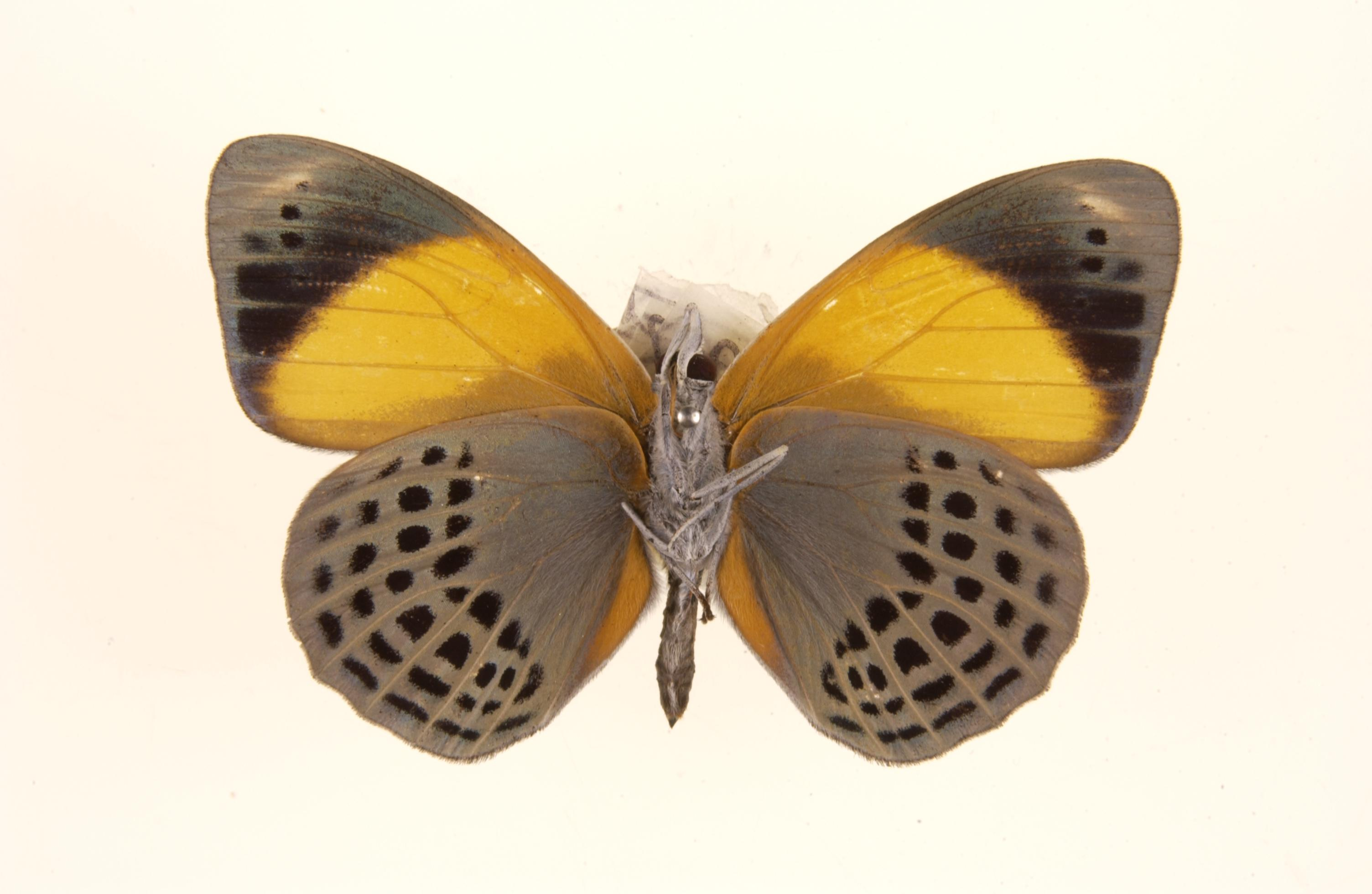
revers

Le revers est gris beige avec aux ailes antérieures la même flaque orange que sur le dessus et aux ailes postérieures quatre lignes de points foncés parallèles à la marge.

## Biologie

### Plantes hôtes
les plantes hôtes de sa chenille sont des Paullinia.

## Écologie et distribution
Asterope markii est présent en Colombie, en Équateur, au Pérou, au Brésil et en Guyane.

### Protection
Pas de statut de protection particulier.